# Земский врач
Земский врач — наименование медицинских изданий XIX и XXI века.
В конце XIX века доктор медицинских наук Евгений Владимирович Святловский стал издавать еженедельную газету, выходившую с июля 1888 года по сентябрь 1892 года в Чернигове, с 1892 года — в Полтаве. В газете публиковались теоретические исследования в области медицинской статистики, фабричной и земской медицины, а также практические советы медикам. Одним из активных авторов журнала был известный земской врач Василий Валентинович Шеболдаев. Последний номер газеты вышел 28 июля 1894 года; издание закрылось из-за недостатка финансовых средств, поскольку земским медикам, которые в основном и являлись её подписчиками, она посылалась по цене гораздо ниже себестоимости.
В 2009 году в Москве начал выходить журнал «Земский врач», в котором освещаются актуальные вопросы терапии, кардиологии, неврологии, психиатрии, гастроэнтерологии, общей хирургии, акушерства и гинекологии, андрологии, педиатрии, медицинской психологии, правовых основ медицинской деятельности и др. Особое внимание в современном журнале уделяется профилактике и выявлению заболеваний на ранних стадиях. Председателе редакционного совета является И. Н. Денисов.